# Emparrado

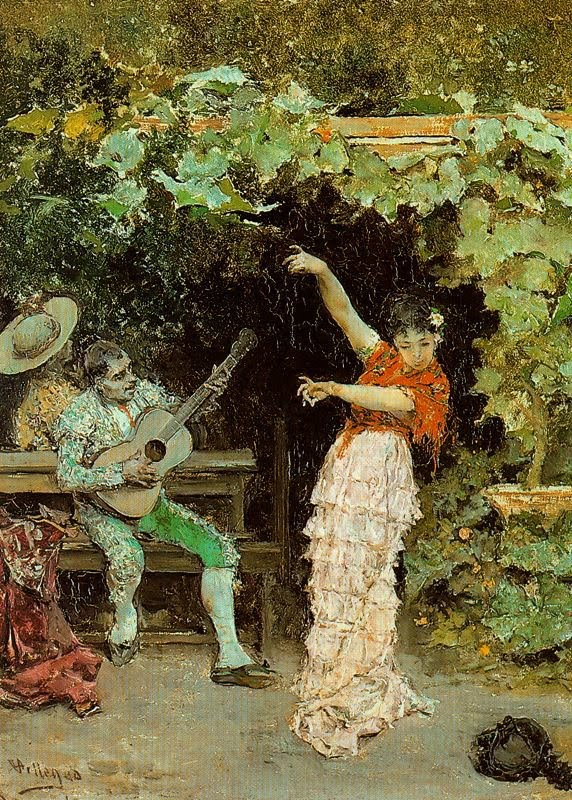
Baile bajo emparrado

Se llama emparrado o enrejado a un conjunto de palos y travesaños puestos y atados uno sobre otro, de manera que formen bastidores y cuadros pequeños para hacer con ellos bóvedas, empalizadas o espalderas en los jardines. Los hay también formados únicamente de tiradillo de hierro. Su destino primero ha sido sostener las vides pero después se ha empleado para vestir las paredes con las ramas de los árboles dispuestos en espalderas. El lujo se ha apoderado muy pronto de estos objetos, útiles en su origen, y se han formado en los jardines de recreo arcadas, galerías, pórticos y columnatas.
Los jardineros que no pueden empalizar las ramas de sus árboles atándolas, porque las paredes no permiten que se fijen en ellas clavos, deben formar los emparrados con listones de madera de roble bien curada, bien seca y de 2,5 cm de gruesa después de bien despojada de su albura. Estos listones enlazarán unos en otros mediante mortajas de seis líneas de profundidad y 2,5 cm de ancho, abiertas en sus extremidades; advirtiendo que mientras que más ajusten las mortajas, más durarán los bastidores y mientras más sana y más seca esté la madera, menos le dañarán las inclemencias del tiempo. Cada punto de reunión se sujetará con un tarugo de madera, untado con cola y después se atará con un alambre que asegure bien todos los extremos. 

## Consejos de elaboración

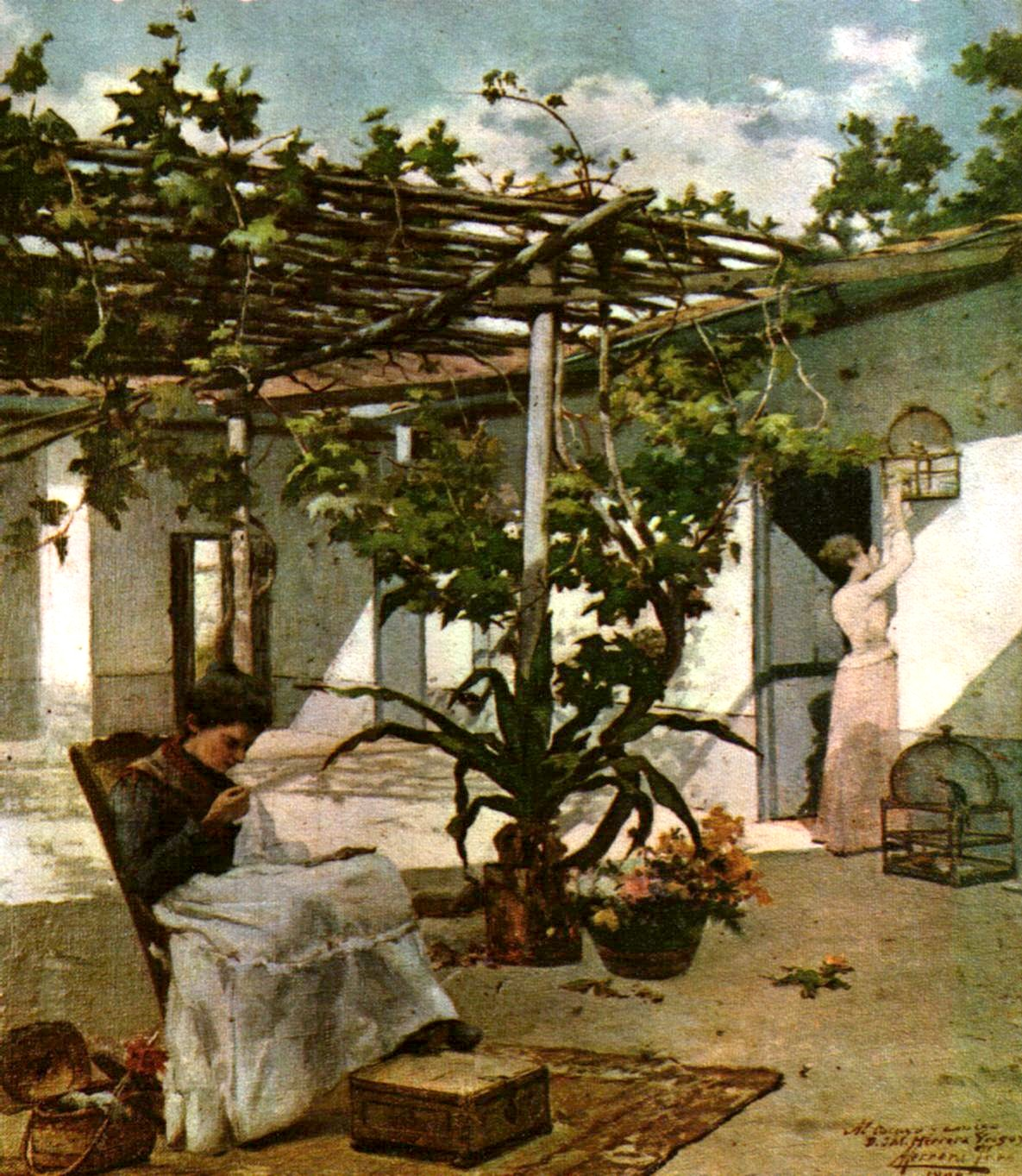

A pesar de su sencillez, estos emparrados no dejan de ser costosos, sobre todo en los países donde hay poca madera de roble. Conviene, pues, no despreciar ninguna de las precauciones que, sin aumentar mucho el gasto, aseguran la duración de la obra: para ello se guardarán los preceptos siguientes:
1. Comenzará el operario por dividir toda la madera en listones de la longitud de la tabla y de quince líneas de grueso por todos lados; elegirá la cantidad necesaria de traviesas horizontales; pulirá con el cepillo todos los listones, porque mientras más finos queden, menos se detendrá en ellos el agua y la nieve que es lo que más lo pudre, unida con la alternativa del frío y del calor.
2. Dará a la parte superior de estas traviesas una inclinación de dos o tres líneas de dentro a fuera, ya que con esta precaución no se detendrá el agua en ellas.
3. Pero no se dejará esta inclinación en la parte que entra dentro de la mortaja. En estos puntos de reunión de los listones derechos y horizontales pone mucho cuidado el operario de no dejar vacíos, porque se abrigan en ellos los insectos y son depósitos de sus huevos y la perfección de los bastidores consiste principalmente en que las mortajas ajusten bien.
4. Después que la madera está bien preparada, conviene darle dos o tres manos de aceite de nueces, de linaza, de colza o de navina. La segunda mano se da cuando la madera ha absorbido la primera y lo mismo se ejecuta con la tercera, que se da después de armados los bastidores. Las dos primeras manos deben ser de aceite solo, es decir, sin color.
5. Para el color tómese la porción de albayalde que se juzgue necesaria y aun algo más; adviértase que cuanto más puro sea el albayalde o menos mezclado con creta, más hermoso y permanente será el color.

## Emparrados en bóveda

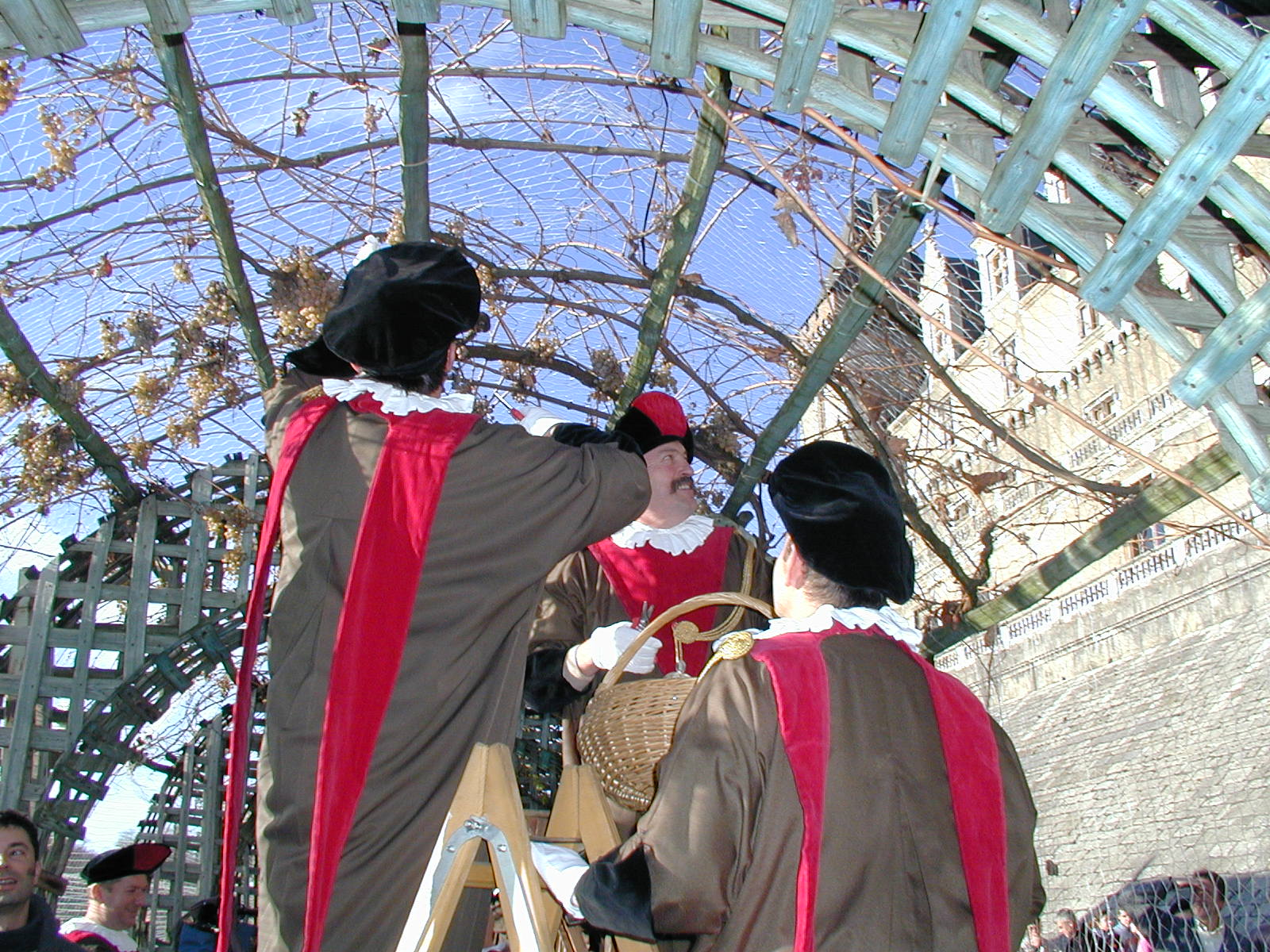
Emparrado en bóveda

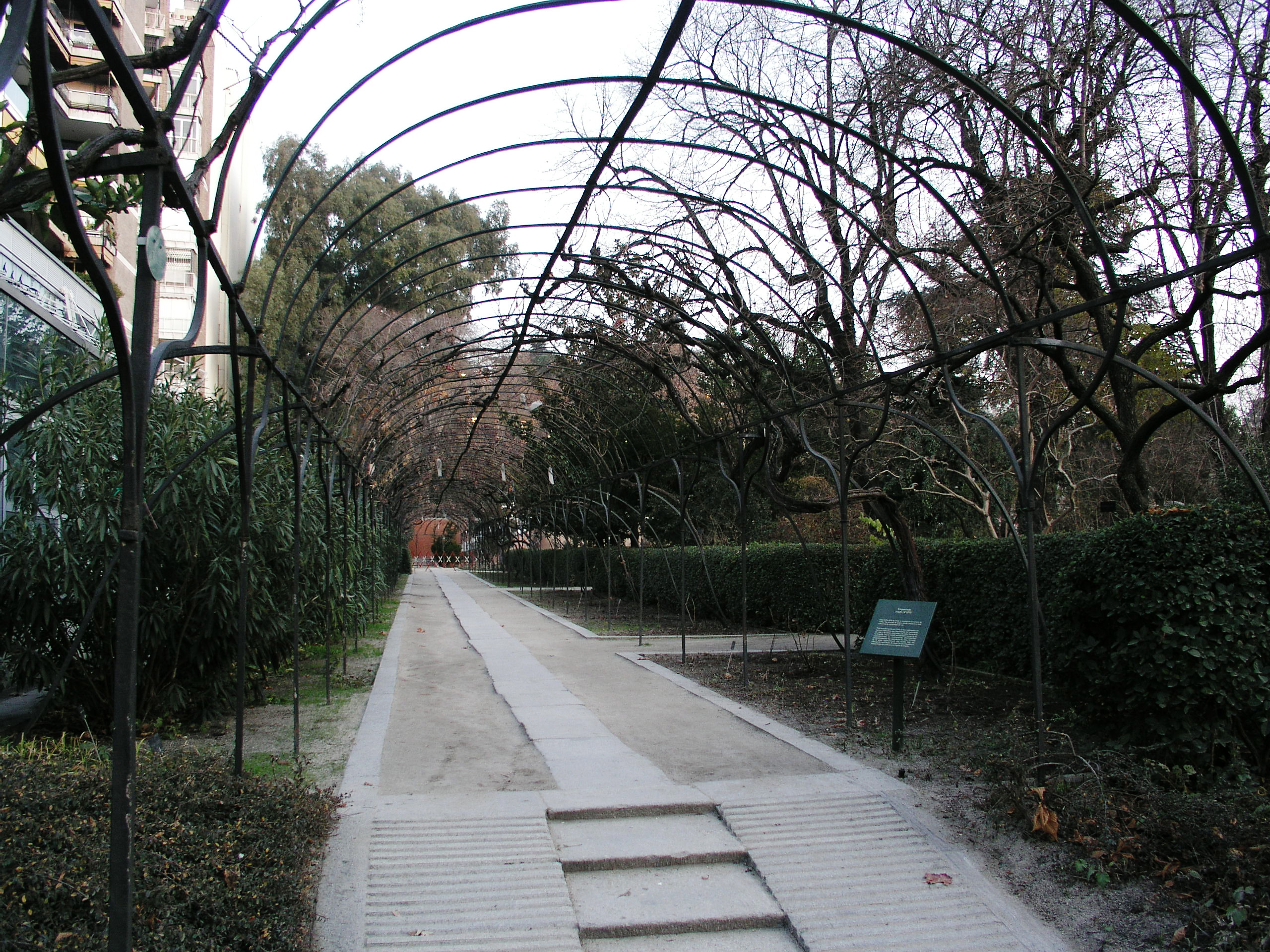
Emparrado en bóveda

Hay otros emparrados dispuestos en bóveda y formados de dos maneras diferentes o con las ramas de los mismos árboles que están así ordenados o con listones de madera dispuestos en enrejado; en este segundo caso se forman las bóvedas con arbustos que las cubren enredándose en ellas; tales son las madreselvas, jazmines, etc.
Si el jardinero quiere formar un emparrado verde cubierto desde abajo hasta arriba, el arbusto que regularmente se emplea es el carpe, porque sus ramas se prestan a todos los antojos de los jardineros. El haya es igualmente útil; el verde luciente de sus hojas hace el golpe de vista más agradable, pero tarda más en crecer que el carpe y no se visto tan bien. Este emparrado no debe tener más de 30 cm de grueso por cada lado y aun esto únicamente se observará en los emparrados y calles muy largas pues para las regulares basta la mitad, porque en ambos casos toda la parte interior se queda sin hojas y solamente está verde la superficie, si puede decirse así, de la pared de verdura. Esta observación se debe tener presente desde que se comienza a cortar el carpe. Mientras más inmediatas estén al tronco las ramas pequeñas, mucho más se multiplicarán, guarneciéndose al mismo tiempo de verdura y a medida que se alejan del tronco, están más expuestas a dejar vacíos y claros.
Hay muchos métodos de plantar los carpes o cualesquiera otros árboles destinados a formar estos emparrados. Unos dejan los pies tan altos como los sacan de los bosques y otros los cortan a 15 cm de la superficie. 
- Con el primer método se consigue formar en breve una bóveda, pero no es tan seguro porque las plantas crecen con alguna dificultad y su parte inferior se viste de pocas ramas, y por consiguiente echa menos hojas.
- Con el segundo, aunque se necesitan dos años para formar la bóveda, queda bien resarcido este perjuicio. La mano del jardinero conduce con mucha más facilidad las ramas tiernas. Viste lo que se halla muy desnudo y espesa lo que está muy claro.

En uno y otro caso los pies deben estar a 45 cm. cuando menos y mejor aun a 60 cm. porque el tronco del carpe engorda mucho y se plantan a la distancia de 30 cm., en pocos años se llegan a tocar y las ramas pequeñas perecen insensiblemente, como cada día se observa. 
El carpe en cierto modo no prevalece en las provincias meridionales a menos que por medio del riego conserve la tierra una humedad suficiente y así lo suplen con pies de morera rebajados. Pero si el jardinero no se halla bien instruido en la formación de este género de empalizadas, sí le destruirá antes de diez años porque como se contraría la naturaleza y esta trabaja en recuperar sus derechos, los pies se desnudan, las ramas chuponas se multiplican y finalmente, solo se encuentra lo verde en las cimas de las plantas. Plántense, pues, estas moreras a 60 cm de distancia en una hoya muy profunda sin cortarlos bajo ningún pretexto la raíz central. Si se dejan al árbol las raíces fibrosas o secundarias, se introducirán horizontalmente e irán sucesivamente a buscar su alimento a más de quince metros, y entonces padecerá de una manera visible la huerta y los campos próximos a estos árboles. Córtense todos los tallos a 5 cm de la superficie del terreno y de fines del primer año comiéncese a doblegarlos horizontalmente y a sujetar de este modo los tallos tiernos; pero si salen algunos muy derechos, muy fuertes, muy vigorosos, dobléguense suavemente len cuanto se pueda y por último, no se deje subir ningún tallo perpendicular: este es el único medio de moderar el ímpetu de la savia del árbol; si por adelantar el emparrado se deja de practicar esta operación, se pierde todo de una vez.
Con el laurel, la laureola y el durillo, se pueden hacer también estos emparrados pero os necesario tener mucha paciencia. Acaso ningún emparrado en bóveda se cubrirá mejor que el que se forma con la higuera albor, si el olor incómodo que exhalan sus hojas hiciera soportable su sombra.

## Emparrados en arco

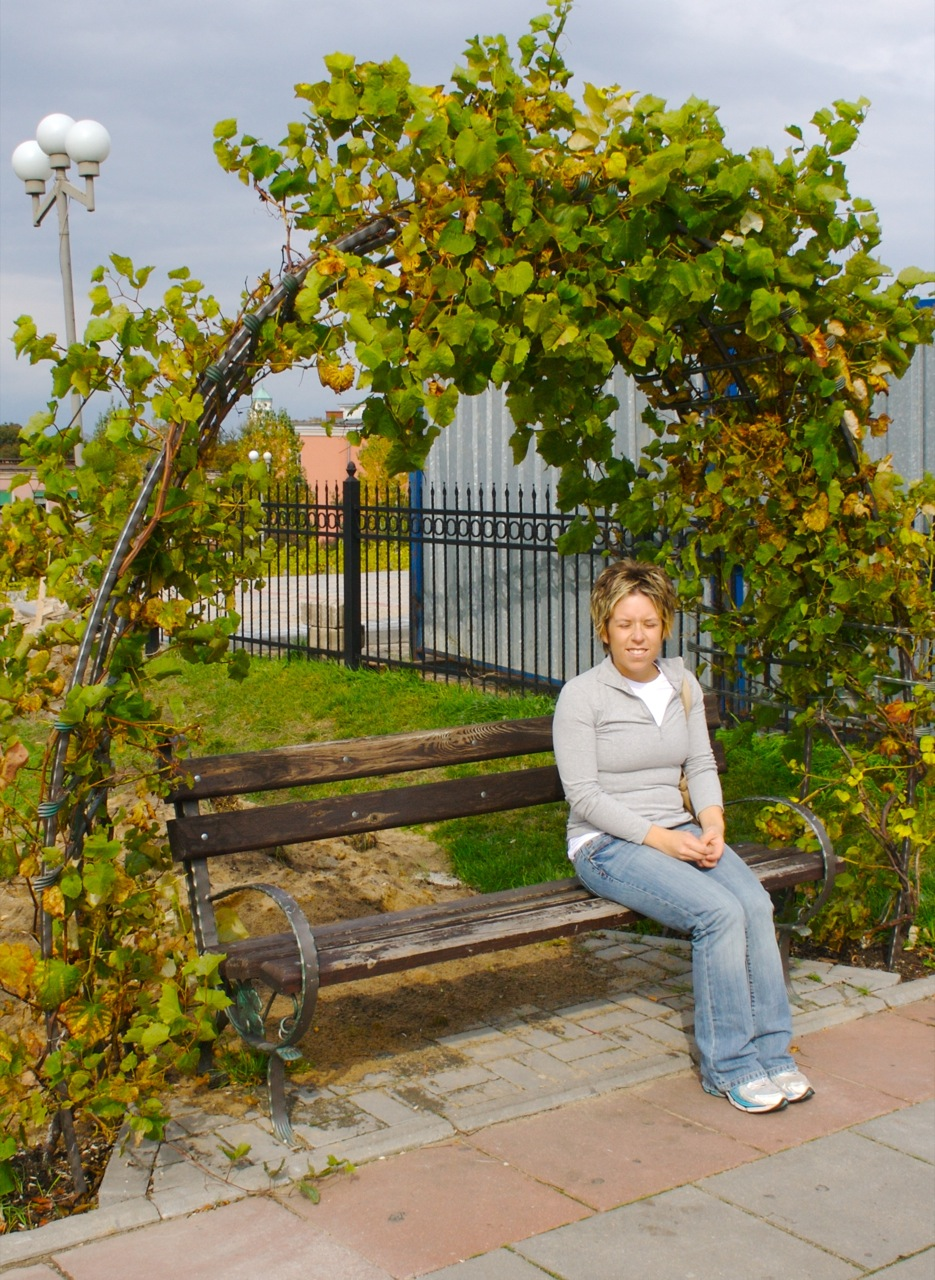
Emparrado en arco

Difieren de los anteriores en las aberturas simétricas que se dejan de distancia en distancia y se forman de dos maneras: 
- o plantando la calle enteramente, manteniendo la parte inferior correspondiente a la abertura del arco a medio cuerpo o a la altura de 90 o 120 cm., cuando más, para que sirva de vacío formado por el arco y todo junto forme lo que se llama un claustro
- o bien dejando los arcos abiertos hasta abajo, y formados meramente por árboles. La longitud y altura de estos árboles y emparrados determinan la altura y anchura de los arcos. El haya principalmente se presta a figurar todos los relieves y molduras con que la arquitectura adorna todos sus edificios. Este es el gran triunfo y lo que un jardinero llama obra maestra.

No hay duda que al primer golpe de vista agrada y causa admiración ver vencida esta dificultad pero al poco tiempo la constante uniformidad fastidia y hace volver la vista al campo, donde los árboles que lo adornan no están sometidos a la tijera del jardinero. 

## Emparrados en bóveda formados con árboles
El castaño de indias , el tilo, el olmo, el falsa plátano, el roble, el haya, el nogal, etc., son los árboles que comúnmente se emplean.
Los emparrados de este género están desnudos de ramas hasta cierta altura y a veces casi hasta el paraje donde las ramas empiezan a formar la bóveda.
Si la longitud y anchura no son de mucha consideración, se debe preferir el tilo de Holanda. La bóveda ha de tener cerca de seis metros de alto y dos o tres de grueso en su cima, cortándole horizontalmente toda la parte superior y dejándola llana. Además de la bóveda general formada por la reunión de todos los árboles, se puede formar otra particular a los lados, entre cada dos árboles, y así en todos los domas. 
El tilo de Holanda se presta a estas diferentes formas; y con él hay tres dificultades vencidas para este trabajo:
1. la formación del cañón de bóveda
2. la de las arcadas particulares
3. la superficie horizontal que formará por encima el emparrado
4. aún se podría añadir otra, a saber: la tala, en forma de pared, de los costados que concurren a establecer la bóveda general y las arcadas. Si la calle es muy larga y muy ancha, los árboles deberán distar unos de otros siete metros cuando menos, debiéndose también suponer que el terreno sea bueno; porque si es malo o de mediana calidad, como en su lugar no se forme otro de bastante anchura y profundidad, no se podrá lograr un buen emparrado.

Todos los árboles indicados son apropiados para emparrados pero los que quieran formarlos en menos tiempo se podrán servir o del castaño de Indias o del tilo. El nogal se puede considerar ordinario: el olmo es muy excelente y el roble admirable, aunque tardío. Este último requiere pocos cuidados, porque la naturaleza lo hace casi todo. Es sumamente difícil disponer las ramas gruesas y fuertes a que se dobleguen, formando un emparrado; pero el arte, en esto como en otras cosas, podrá vencer a la naturaleza.

## Emparrados en bóveda con árboles frutales
Son los que reúnen lo útil o lo agradable, en la primavera se pasea deliciosamente por su entapizado de flores; en verano su follaje espeso libera de los ardores del sol y en la estación de las frutas se coge la que se ha visto nacer y se ha tenido presente en todos sus progresos. Mas no por esto se debe creer que son indistintamente adecuados todos los árboles frutales para cubrir estas bóvedas: es preciso que guarden entre sí una especie de analogía en la duración de sus hojas y sus frutos; pues de otro modo un pedazo estaría desnudo y otro, cargado de fruto y de hojas. No hay cosa más agradable que un emparrado en bóveda formado con albaricoques, principalmente durante la madurez de su fruto o de manzanos en la época de la florescencia. 
Si el suelo es bueno se han de plantar los árboles a quince o veinte pies de distancia unos de otros, conservándoles su raíz central y otras muchas menudas, cortando los tallos a 15 cm de la superficie y cubriendo las heridas con tierra de ingeridores. Luego que las ramas tiernas hayan adquirido suficiente fuerza, se comenzará a inclinarlas suavemente y hacerlas a la línea casi horizontal; pero sin descogollarlas bajo ningún pretexto. En lo sucesivo se conducen las ramas por el orden que se ha dicho antes hablando de las moreras para cubrir los emparrados en bóveda del segundo género, que también se pueden formar con árboles frutales. El punto esencial consiste en no dejarse seducir de la tentación de querer gozar de ellos antes de tiempo porque si las ramas chuponas comienzan a llamar la savia con mucho vigor a lo alto del árbol, el pie no tardará en desguarnecerse y desnudarse. Esta dirección que se da a las ramas del árbol, las obliga a producir mucho, porque todas son de fruto; pero es necesario procurar que se mantengan muy cortas las ramillas de fruto y no dejar que tome mucha espesura esta especie de espaldera para que la savia del árbol no se consuma inútilmente.